# Ditzumerverlaat

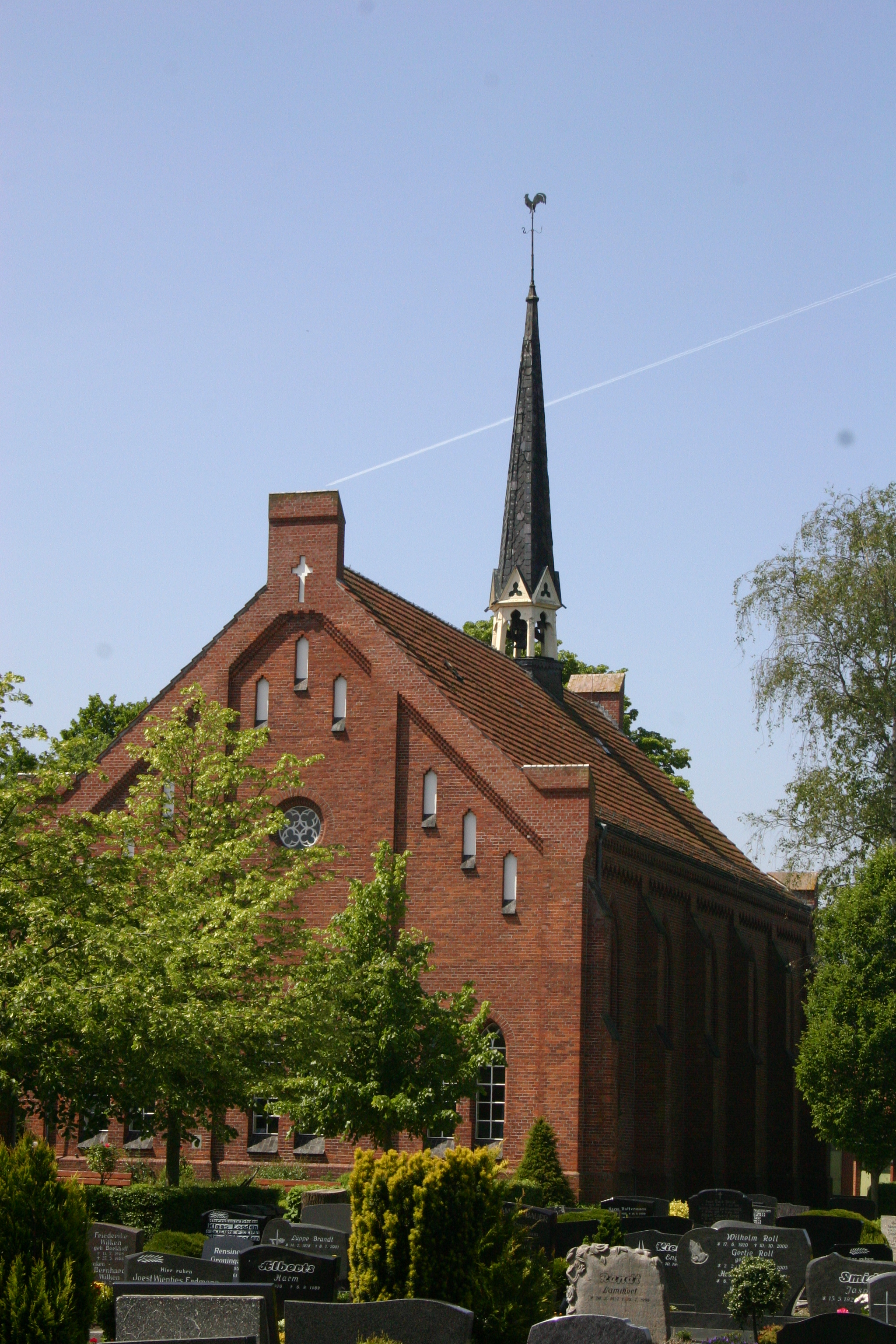
De hervormde kerk van Ditzumerverlaat

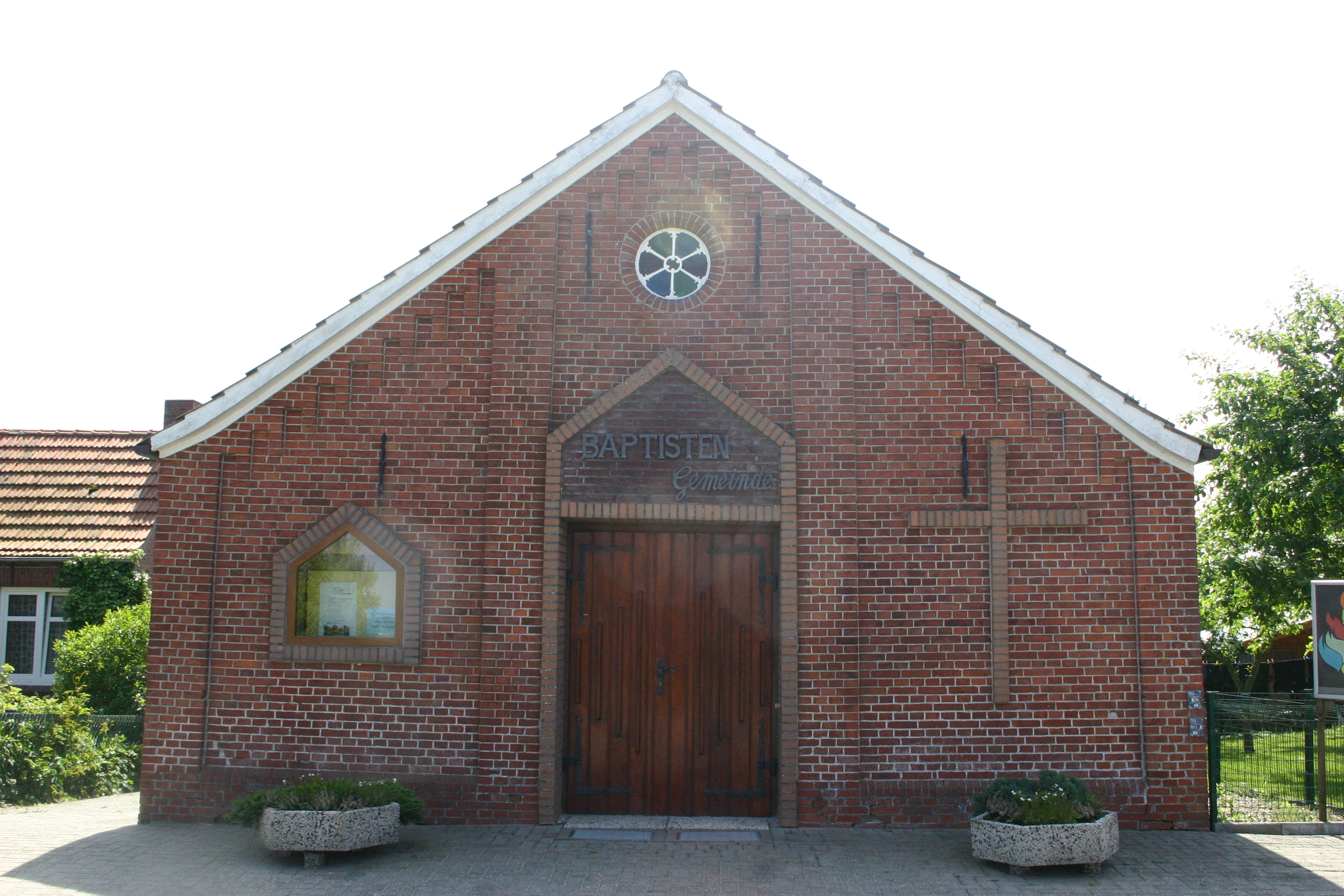
Baptistenkapelle Ditzumerverlaat

Ditzumerverlaat (Dollart) is een dorp in het Duitse deel van het Reiderland in de gemeente Bunde. Het dorp is kort na de aanleg van de Landschaftspolder in 1752 ontstaan als een nederzetting van landarbeiders, polderjongens en middenstanders. Het is een typerend dijkdorp, dat - net als Drieborg aan de overzijde van de Dollard - op een voormalige zeedijk is gebouwd. De naam is ontleend aan een schutsluis of verlaat, op de plek waar het toen aangelegde afwateringskanaal Ditzum-Bunder Sieltief de dijk doorkruist. Dit kanaal mondt bij Ditzum in de Eems uit. Het gehucht heette aanvankelijk beim Verlaat; de naam Ditzumerverlaat is sinds 1810 overgeleverd. Plaatselijk staat het dorp nog bekend als Verlaat en de bewoners worden Verlaatjer genoemd.
Het dorp maakte sinds 1852 deel uit van de gemeente Ditzumerhammrich en werd in 1966 met enkele buurdorpen samengevoegd tot de gemeente Dollart die in 2001 opging in de gemeente Bunde.
Het gebied behoorde in de middeleeuwen tot de buurtschap Wynham en maakte mogelijk deel uit van een verdronken kerkdorp Ditzumerwold. Aan het einde van de Klosterlohne bevindt zich een middeleeuwse stinswier (De Warf of Waterborg), die plaats bood aan het steenhuis van een hoofdeling. Net als aan de Nederlandse kant werd ook in Duitsland een groot deel van het verdronken Reiderland door inpoldering op de Dollard teruggewonnen.
De eerste grote bedijking was die van Bunderhammrich in het begin van de 16e eeuw. Bij een dijkdoorbraak in 1610 ontstond de Wynhamsterkolk (160 hectare), die in 1804 met een Hollandse bovenkruier werd drooggemalen. De voormalige kolk vormt met 2.20 m onder de zeespiegel nog altijd het laagste punt van Nedersaksen.
Op 17e en 18e-eeuwse kaarten wordt het hele gebied Reiderhammrich (Reiderhammerick) genoemd, belastingregisters spreken over Hammerich en Nie Hammrich. Vlak voor de kust lag het eiland Utbeerte, waar volgens gedrukte kaarten een of meer bewoonde halligen te vinden waren. De kaart van Jacob van der Mersch uit 1574 plaatst de naam Hambrich.iets noordelijker (bij De Blinken). Dit gebied werd later opgenomen in de Heinitzpolder.
Het gebied van Wynham werd aanvankelijk samen met Bunderhammrich en Hatzumerfehn tot het kerspel Marienchor gerekend. Met Ditzum voelde men zich minder verbonden, mede omdat de predikant daar tot ongeveer 1650 luthersgezind was. Pas na de inpoldering van de Landschaftspolder of Pruisenpolder in 1752 groeide de bevolking en ging men zich sterker op Ditzum oriënteren. In 1810 had het dorp een eigen (Nederlandstalige) school; daarnaast was er een schooltje in het gehucht Aaltukerei. In de Franse tijd behoorde het dorp tijdelijk tot de gemeente Landschapspolder. Bunderhammrich werd in 1817 bij Bunde gevoegd; Ditzumerverlaat en Ditzumerhammrich vormden vanaf 1852 een eigen gemeente.
De Pinkstermaandagkermis of Verlaatjemarkt trok in de 19e eeuw ook veel Oost-Groningers naar Ditzumerverlaat.
Na de stormvloed van 1877 spoelden hier de lijken aan van de dijkwerkers die in de Reiderwolderpolder waren verdronken: Er waren 37 slachtoffers, 35 van hen werden hier begraven.
Het dorp kreeg in 1896 een neogotische zaalkerk met een dakruiter voor de kerkklok. Sinds 1844 waren hervormde diensten gehouden in het plaatselijke schoolgebouw. Eerder waren de inwoners aangewezen op de kerk van Ditzum. Ook de inwoners van enkele omliggende polders gingen tot de nieuwe gemeente behoren. Het orgel is in 1970 vervaardigd door de orgelbouwer Ernst Leeflang te Apeldoorn. In 1992 kwam er in Ditzumerverlaat een nieuwe klokkentoren in een modernistische stijl.
Ditzumerverlaat heeft sinds 1865 een baptistengemeente, die in 1899 een eigen kapel kreeg.
In de nadagen van de Eerste Wereldoorlog werd het dorp het toneel van een landarbeidersoproer dat bekend is komen te staan als de 'spekoptochten' (Speckumüge). Grote groepen boze en hongerige landarbeiders en gedemobiliseerde soldaten trokken langs de boerderijen en eisten daar het spek op dat de herenboeren nog in voorraad hadden. En groot aantal landarbeiders werd later bestraft met lange gevangenisstraffen. De hervormde predikant van de Landschaftspolder dr. Arnold Wilhelm Nordbeck steunde hen. Omdat het niet mogelijk bleek hem te ontslaan, besloten de kerkbestuurders de gemeente op te heffen.
Net als veel andere dorpen in het Reiderland - en op het Europese platteland in het algemeen - heeft ook Ditzumerverlaat te kampen met een sterke terugloop van het aantal inwoners en daardoor ook van voorzieningen. Van de vroegere bedrijvigheid in het dorp zijn slechts enkele winkels over. Hoewel ook de dorpsschool in zijn bestaan bedreigd werd door een teruglopend aantal leerlingen, werd in 2009 toch een nieuwe Grundschule gebouwd, die een functie vervult voor kinderen uit de wijde omgeving. Het gebouw is echter zo ontworpen, dat het eenvoudig kan worden ingericht tot woningen als de school toch niet kan blijven voortbestaan.